# Roland Rainer

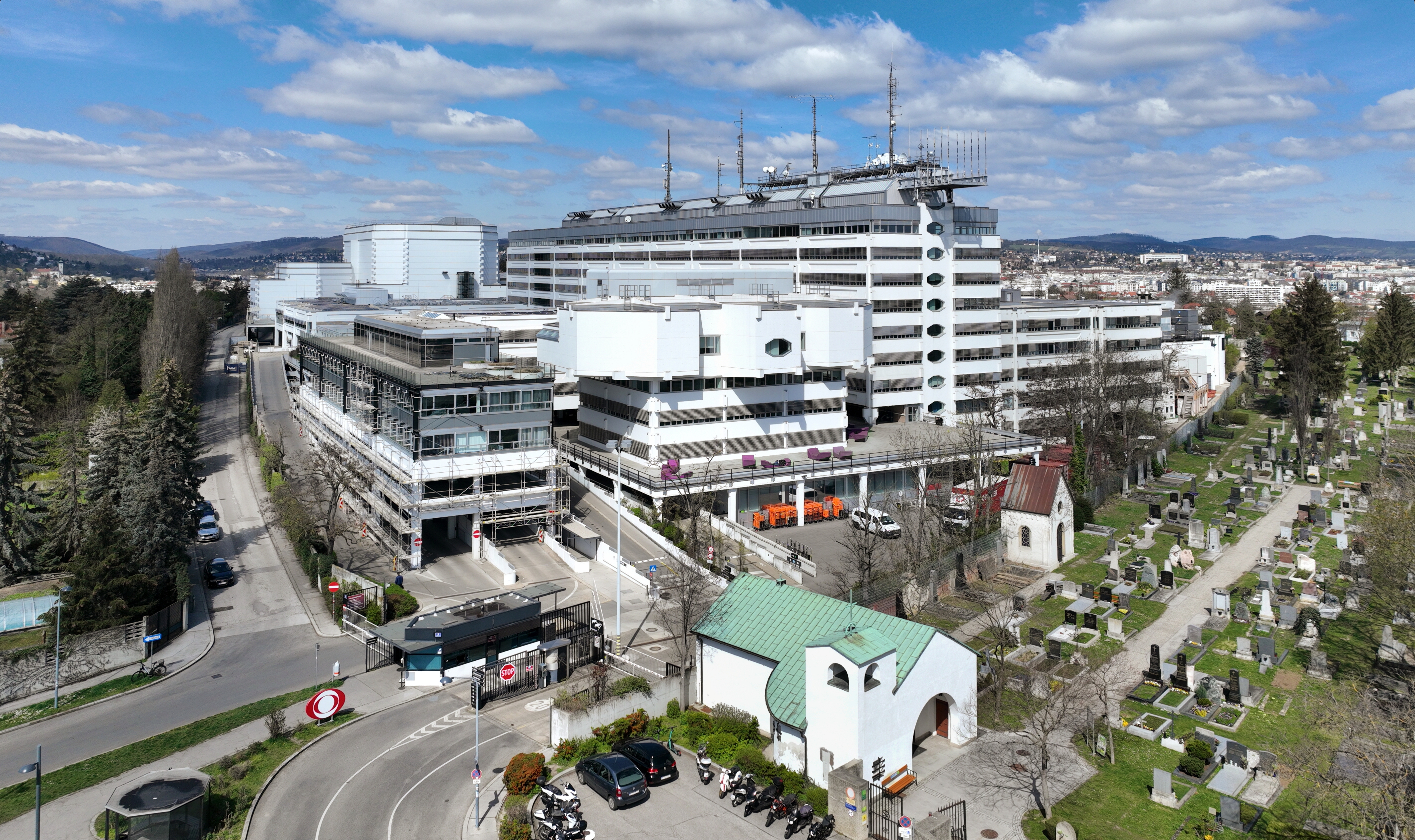
ORF-Zentrum w Wiedniu

Roland Rainer (ur. 1 maja 1910 w Klagenfurcie, zm. 10 kwietnia 2004 w Wiedniu) – austriacki architekt.
Studiował architekturę w Wyższej Szkole Technicznej w Wiedniu, następnie także za granicą (Holandia, Niemcy). Po II wojnie światowej powrócił do Austrii.
Był wybitnym pedagogiem, związanym z uczelniami krajowymi i zagranicznymi, m.in. Uniwersytetem Technicznym w Berlinie, Wyższą Szkołą Techniczną w Braunschweig, Politechnikami w Hajfie i Monachium. Pracował także dla Politechniki w Grazu i Hannowerze oraz wiedeńskiej Akademii Sztuk Pięknych.
Na początku lat 60. pracował przez kilka lat jako główny planista miejski Wiednia. Był laureatem wielu nagród z dziedziny architektury oraz odznaczeń i wyróżnień państwowych; autor książek i prac teoretycznych.
Projekty architektoniczne:
- Stadthalle Bremen w Bremie
- Wiener Stadthalle
- ORF-Zentrum w Wiedniu
- Friedrich-Ebert-Halle w Ludwigshafen
- Gartenstadt Puchenau koło Linzu
- Akademiehof w Wiedniu
- SolarCity w Linzu